# Martin Wiegand
Martin Wiegand (* 18. März 1967 in Nürnberg) ist ein ehemaliger deutscher Basketballspieler.

## Laufbahn
Der 1,98 Meter große Flügelspieler spielte für den TVG Trier in der Basketball-Bundesliga und nahm in den Saisons 1991/92 sowie 1992/93 mit den Moselanern am europäischen Vereinswettbewerb Korac-Cup teil. Im Spieljahr 1996/97 gehörte Wiegand zum Aufgebot des Zweitligisten BG Koblenz, kehrte dann nach Trier zurück und wurde mit der Mannschaft 1998 deutscher Pokalsieger. Im Spieljahr 1998/99 verstärkte er den Zweitligaverein Falke Nürnberg und in der Saison 1999/2000 in derselben Liga den TSV Ansbach, ehe er 2000 seine Leistungssportkarriere beendete. Im Altherrenbereich spielte er ebenfalls für Ansbach und gewann mit dem TSV deutsche Meistertitel in den Wettkampfklassen Ü40, Ü45 sowie Ü50 (in einer Spielgemeinschaft zwischen dem TSV Ansbach und CVJM Erlangen).